# Shuta Doi
Shuta Doi (土居 柊太 Doi Shuta?), född 29 februari 1996 i Saitama prefektur, är en japansk fotbollsspelare.
Doi började sin karriär 2018 i FC Machida Zelvia.